# Clytra atraphaxidis
Clytra atraphaxidis (лат.) — вид листоедов (Chrysomelidae) из подсемейства клитрины (Clytrinae). Встречается в Южной Европе, Малой Азии, Центральной Азии, Монголии и Кореи.

## Подвиды
- Clytra atraphaxidis atraphaxidis (Pallas, 1773)
- Clytra atraphaxidis maculifrons Zoubokoff, 1833
- Clytra atraphaxidis sierrana Daniel, 1903